# Waadvogel

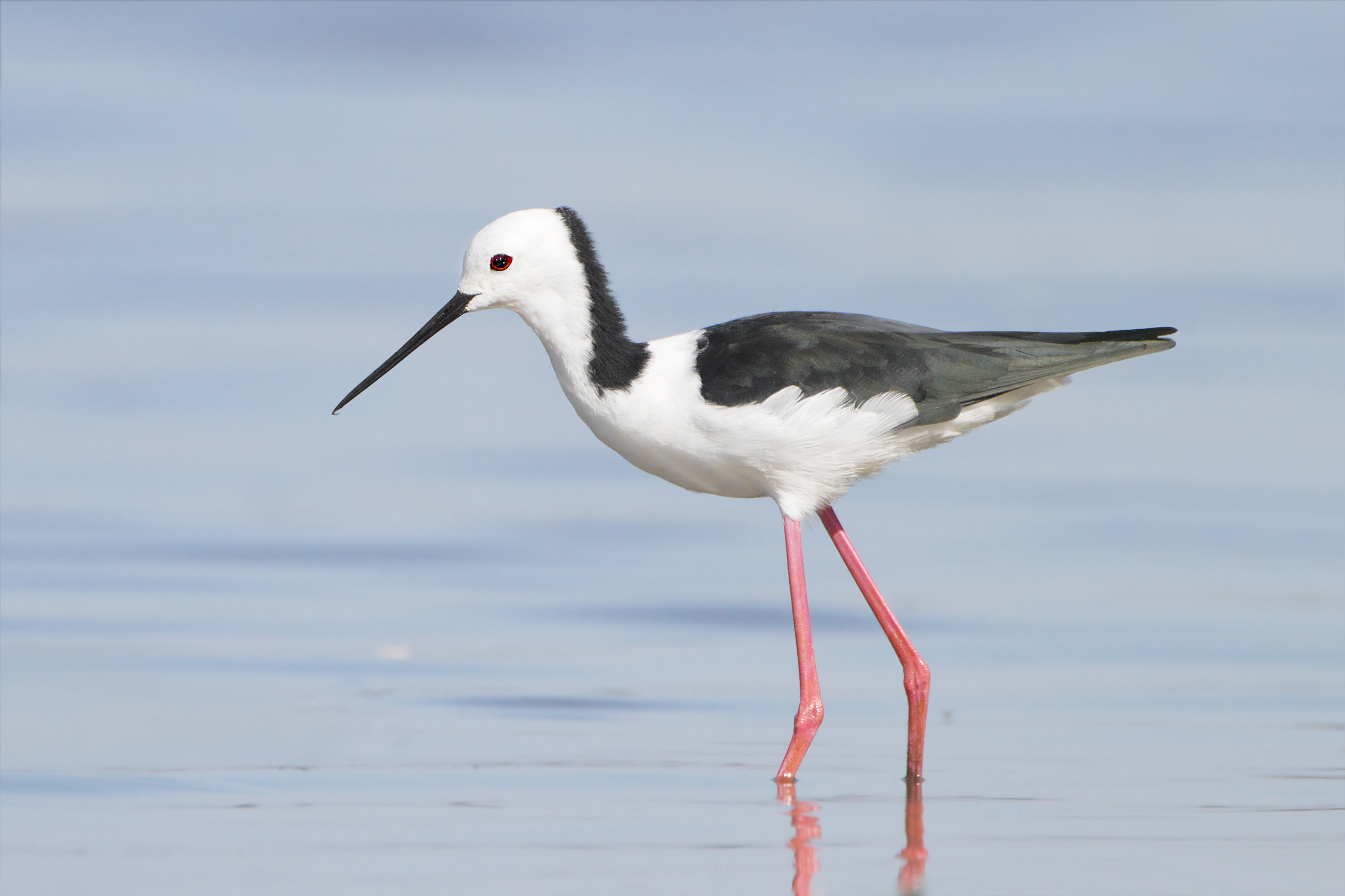
De Australische steltkluut (Himantopus leucocephalus)

Waadvogels zijn grote vogels met lange snavels waarmee ze prooien kunnen opzoeken die vrij diep onder het zand zitten. Kleinere waadvogels zoeken net onder de oppervlakte naar voedsel.
Men vindt deze vogels vooral in kustgebieden. Karakteristiek voor waadvogels is hun foerageergedrag waarbij ze met hun lange poten door het water waden.
In het alledaagse woordgebruik worden onder de waadvogels verschillende vogelgroepen gerekend met lange poten en lange snavels, zoals de reigers, ooievaars of flamingo's. Zuiver ornithologisch (en in de meeste vogelboeken) staat de term waadvogels of steltlopers echter alleen voor bepaalde families uit de orde Charadriiformes. Hiertoe behoren onder andere de scholeksters, steltkluten en kluten, plevieren en de strandlopers en snippen. Andere bekende families uit deze orde zoals de jagers, meeuwen, sterns en alken rekent men niet tot de steltlopers of waadvogels.